# Kosmos
För andra betydelser, se Kosmos (olika betydelser).

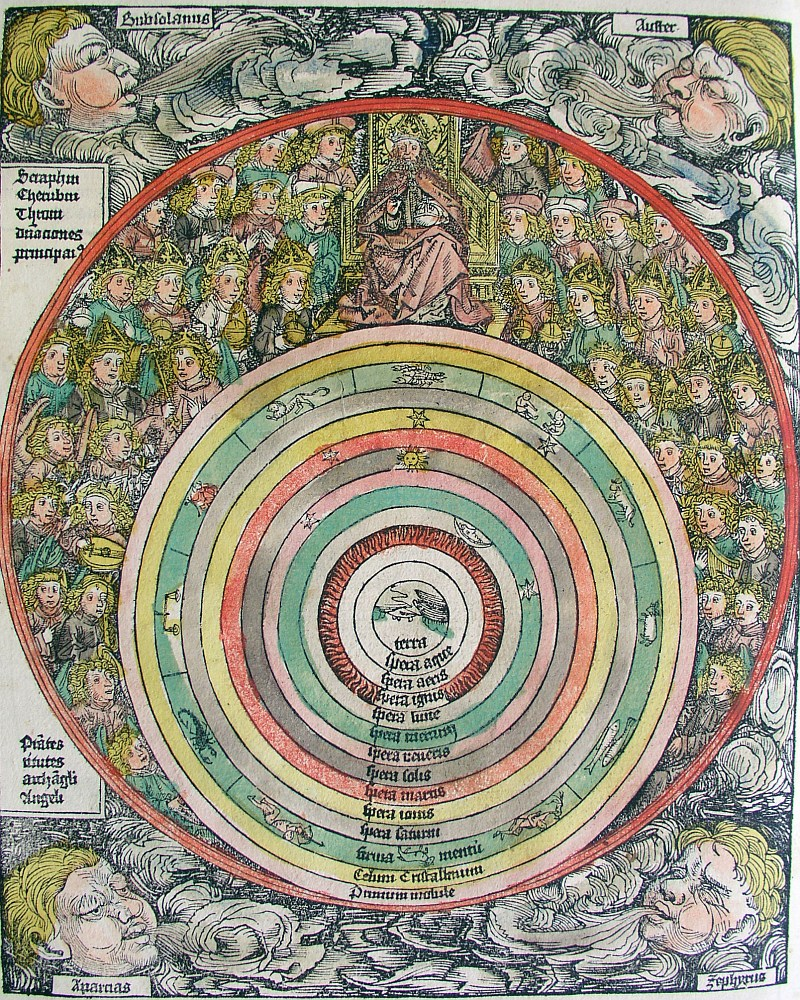
Enligt den geocentriska världsbilden befinner sig jorden i centrum av universum. Bild från 1493 (Nürnbergkrönikan).

Kosmos (grekiska: κόσμος, kosmos, 'världsalltet', 'världsordningen', 'världen' eller '[god] ordning'; även "dekoration") är i astronomin en synonym för universum. Det kan också syfta på ett hypotetiskt multiversum. Det kosmiska begreppet ses ofta som en harmonisk ordning och en motsättning till kaos.

## Historia
I den klassiska filosofin var kosmos motsatsen och jämvikten till kaos, vilket beskrevs med motsatsparet "kaos och kosmos". Denna föreställning om världen som den ordning som vunnit över den kaotiska oordningen återfinns också i andra kulturer. Motsatsen har sin motsvarighet i dualiteten asha (sanningen, den rätta ordningen) och drug (lögnen, oordningen) hos Zarathustra och i det forntida Iran.
Ordet kosmos finns i svensk skrift sedan 1854. Det har tidigare även använts som markering av en enskild persons värld och världsbild.

## Definition
Relationen mellan kaos och kosmos är inte entydig. Ibland ses kosmos som född ur kaoset, ibland som resultatet mellan en kamp där den kosmiska ordningen besegrat kaosets makter.
Människans värld ses ibland som den "lilla ordningen" – mikrokosmos. Denna utgör i sin skala en liten motsvarighet till det stora världsalltet och universums "stora ordning" – makrokosmos.

## Vetenskapen
Vetenskapen om kosmos stora struktur idag studeras i kosmologin. Forskningen om universums uppkomst (eller exempelvis solsystemets uppkomst) sker inom kosmogonin. Frågan om varför kosmos uppkom anses inte kunna studeras med naturvetenskap, utan är belägen utanför naturvetenskapens räckvidd.